# Association internationale de volcanologie et de chimie de l'intérieur de la Terre
L'Association internationale de volcanologie et de chimie de l'intérieur de la Terre, en anglais International Association of Volcanology and Chemistry of the Earth's Interior, ou IAVCEI, est une association à visée scientifique relevant de l'Union géodésique et géophysique internationale. Spécialiste de la volcanologie, elle publie une revue scientifique appelée Bulletin of Volcanology.

## Présidence
| No | Identité                                 | Nationalité                                                      | Période | Période | Durée |
| No | Identité                                 | Nationalité                                                      | Début   | Fin     | Durée |
| -- | ---------------------------------------- | ---------------------------------------------------------------- | ------- | ------- | ----- |
| 1  | Annibale Riccò (1844 - 1919)             | Italien (17 mars 1861 - 23 septembre 1919)                       | 1919    | 1922    | 3 ans |
| 2  | Alfred Lacroix (1863 - 1948)             | Français                                                         | 1922    | 1927    | 5 ans |
| 3  | Alessandro Malladra (en) (1865 - 1944)   | Italien                                                          | 1927    | 1933    | 6 ans |
| 4  | Konstantinos A. Kténas (d) (1884 - 1935) | Grec                                                             | 1933    | 1936    | 3 ans |
| 5  | Berend George Escher (1885 - 1967)       | Néerlandais                                                      | 1948    | 1954    | 6 ans |
| 6  | Alfred Rittmann (1893 - 1980)            | Suisse Allemand                                                  | 1954    | 1963    | 9 ans |
| 6  | Hisashi Kuno (en) (1910 - 1969)          | Japonais Empire du Japon (jusqu'en 1947)                         | 1963    | 1967    | 4 ans |
| 7  | Gordon Andrew MacDonald (1911 - 1978)    | Américain                                                        | 1967    | 1971    | 4 ans |
| 8  | Georgii S. Gorshkov (d) (1921 - 1975)    | Soviétique                                                       | 1971    | 1975    | 4 ans |
| 9  | Robert Decker (en) (1927 - 2005)         | Américain                                                        | 1975    | 1979    | 4 ans |
| 10 | Sergueï Fedotov (1931 - 2019)            | Soviétique Russe                                                 | 1979    | 1983    | 4 ans |
| 11 | Ian Graham Gass (1926 - 1992)            | Britannique                                                      | 1983    | 1987    | 4 ans |
| 12 | Aramaki Shigeo (d) (né en 1930)          | Japonais                                                         | 1987    | 1991    | 4 ans |
| 13 | Paolo Gasparini (d) (1937 - 2016)        | Italien (jusqu'au 18 juin 1946) Italien (depuis le 19 juin 1946) | 1991    | 1995    | 4 ans |
| 14 | Grant Heiken (d) (né en 1942)            | Américain                                                        | 1995    | 1999    | 4 ans |
| 15 | Steve Sparks (né en 1949)                | Britannique                                                      | 1999    | 2003    | 4 ans |
| 16 | Oded Navon (d)                           | Israélien                                                        | 2003    | 2007    | 4 ans |
| 17 | Setsuya Nakada (d) (né en 1952)          | Japonais                                                         | 2007    | 2011    | 4 ans |
| 18 | Raymond A.F. Cas (d)                     | Australien                                                       | 2011    | 2015    | 4 ans |
| 19 | Donald B. Dingwell (né en 1958)          | Canadien                                                         | 2015    | 2019    | 4 ans |
| 20 | Patrick Allard (d)                       |                                                                  | 2019    | 2023    | 4 ans |
| 21 | Costanza Bonadonna (en) (née en 1971)    | Italienne                                                        | 2023    |         |       |